# Kaarle Ojanen
Kaarle Sakari Ojanen (Hèlsinki, 14 de desembre de 1918 – 9 de gener de 2009) fou un jugador d'escacs finlandès. Fou el millor jugador del país entre les èpoques d'Eero Böök i Heikki Westerinen.

## Títols d'escacs
Va obtenir el títol de Mestre Nacional el 1938. La FIDE li va concedir el títol de Mestre Internacional l'any 1952, i el títol de Mestre Internacional d'escacs per Correspondència (IMC) el 1981.

## Resultats destacats en competició
Fou tretze cops campió de Finlàndia, els anys 1950, 1951, 1951–2, 1952–3, període entre 1957-1962, 1967, 1972, i 1983.
Va ser quart al Torneig d'Oslo 1939, tercer (de deu jugadors) a Hèlsinki 1946 (el campió del torneig fou Viatxeslav Ragozin), i dissetè a Trenčianske Teplice 1949 (el campió fou Gideon Stahlberg).
La seva millor victòria es va produir el 1960 a Hèlsinki, quan va derrotar el candidat al títol mundial, GM Paul Keres.

### Olimpíades d'escacs
Ojanen va representar Finlàndia (a banda de l'Olimpíada no oficial de Múnic 1936), en onze Olimpíades d'escacs oficials: 1937, 1950, 1952, 1956, 1958, 1960, 1962, 1966, 1968, 1970, i 1972, jugant sempre al primer tauler des de 1956 fins a 1966, i de segon tauler a partir de la incorporació de Westerinen.
Va guanyar la medalla de bronze a la millor actuació al primer tauler a l'Olimpíada d'escacs de 1966 a l'Havana.
| Any  | Olimpíada                | Ciutat    | Tauler     | Guanyades | Perdudes | Taules | %     |
| ---- | ------------------------ | --------- | ---------- | --------- | -------- | ------ | ----- |
| 1936 | III Olimpíada no oficial | Múnic     | 6è         | 3         | 11       | 2      | 53,1  |
| 1937 | VII Olimpíada            | Estocolm  | 1r suplent | 7         | 6        | 2      | 66,7  |
| 1950 | IX Olimpíada             | Dubrovnik | 2n         | 2         | 8        | 4      | 42,9  |
| 1952 | X Olimpíada              | Hèlsinki  | 2n         | 3         | 6        | 5      | 42,9  |
| 1956 | XII Olimpíada            | Moscou    | 1r         | 6         | 9        | 2      | 61,8  |
| 1958 | XIII Olimpíada           | Múnic     | 1r         | 6         | 4        | 5      | 53,3  |
| 1960 | XIV Olimpíada            | Leipzig   | 1r         | 4         | 4        | 2      | 60,0  |
| 1962 | XV Olimpíada             | Varna     | 1r         | 4         | 4        | 1      | 66,7  |
| 1966 | XVII Olimpíada           | L'Havana  | 1r         | 10        | 6        | 2      | 72,2  |
| 1968 | XVIII Olimpíada          | Lugano    | 2n         | 3         | 3        | 0      | 75,0  |
| 1970 | XIX Olimpíada            | Siegen    | 2n         | 6         | 3        | 6      | 50,0  |
| 1972 | XX Olimpíada             | Skopje    | 2n         | 4         | 8        | 1      | 561,5 |